# Jan Bajoński
Jan Bajoński (ur. 11 grudnia 1888 w Raszkowie, zm. wiosna 1940 w Katyniu) – polski lekarz ginekolog-położnik, major lekarz rezerwy Wojska Polskiego, kawaler Orderu Virtuti Militari, ofiara zbrodni katyńskiej.

## Życiorys
Był synem Józefa i Anieli z Zielewskich. Jego bratem był Kazimierz Bajoński (1880-1927), ekonomista i przedsiębiorca. Jan Bajoński ukończył Królewskim Gimnazjum w Ostrowie. Następnie został absolwentem studiów medycznych Berlinie i Strasburgu. W 1916 uzyskał tytuł doktora medycyny ze specjalizacją w ginekologii i położnictwa.
Podczas I wojny światowej latach 1914–1918 służył w armii niemieckiej na froncie francuskim.
W 1918 wstąpił do Wojska Polskiego. Walczył w powstaniu wielkopolskim. Awansowany na stopień porucznika. W 1919 powołany na szefa pociągu sanitarnego, a później przeniesiony do 16 pułku ułanów wielkopolskich, następnie służył jako lekarz pułkowy na Froncie Litewsko-Białoruskim i w 14 pułku artylerii ciężkiej jako lekarz batalionu.
„Odznaczył się walecznością, znajdując się zawsze w pierwszej linii bojowej pułku. Pełniąc służbę w 16 puł., podczas odwrotu 5 Brygady Jazdy z Ukrainy w walkach pod Rohoźną, mjr Bajoński został, by zabrać rannych. Pod Szczurowicami, kiedy dowiedział się, że zostawiono ciężko rannego oficera w wiosce częściowo zajętej przez wroga, z kilkoma sanitariuszami pod ogniem wyniósł rannego”. Za te czyny został odznaczony Orderem Virtuti Militari V klasy nr 5348.
Po skończeniu wojny, w 1921 bezterminowo urlopowany, a w 1922 przeniesiony do rezerwy. W 1934, jako major rezerwy pozostawał w ewidencji Powiatowej Komendy Uzupełnień Poznań Miasto i posiadał przydział do Kadry Zapasowej 7 Szpitala Okręgowego w Poznaniu.
Po zwolnieniu z wojska podjął pracę w klinice na Uniwersytecie Poznańskim jako ginekolog–położnik. 21 czerwca 1928 został habilitowany jako docent ginekologii i położnictwa. W czerwcu 1930 brał udział w zjeździe ginekologów w Krakowie jako członek prezydium. Członek Konwentu Lechia – Korporacji Studentów Uniwersytetu Poznańskiego (Korporacja Akademicka Lechia) jako filister kooptowany i od 1937 do 1939 pełnił funkcję jej kuratora z ramienia uczelni. Zamieszkiwał w Poznaniu przy ulicy Patrona Jackowskiego. Ponadto prymariusz Kliniki Położniczo–Ginekologicznej Poznańskiego Samorządu Wojewódzkiego, działacz zawodowy, członek Komisji Lekarskiej Poznańskiego Towarzystwa Przyjaciół Nauk, wiceprezes Związku Lekarzy obwodu poznańskiego, sekretarz obwodu poznańskiego Związku Lekarzy Słowiańskich oraz Rady Lekarzy Ubezpieczeniowych. Publikował w zakresie swojej specjalizacji lekarskiej, był autorem ok. 50 prac naukowych.
Wobec zagrożenia konfliktem zbrojnym 24 sierpnia 1939 został zmobilizowany do Kadry Zapasowej 7 Szpitala Okręgowego. Po wybuchu II wojny światowej, w czasie kampanii wrześniowej 1939 wraz ze szpitalem ewakuowano go z Poznania do wojskowego szpitala okręgowego nr 2 w Białowieży, gdzie w następnym dniu po agresji ZSRR na Polskę, 18 września został aresztowany przez Sowietów. Początkowo więziono go w obozie w Ostaszkowie, a następnie od listopada w Kozielsku. Wiosną 1940 został przetransportowany do Katynia i rozstrzelany przez funkcjonariuszy Obwodowego Zarządu NKWD w Smoleńsku oraz pracowników NKWD przybyłych z Moskwy na mocy decyzji Biura Politycznego KC WKP(b) z 5 marca 1940. Pogrzebano go w bezimiennej mogile zbiorowej, gdzie od 28 lipca 2000 mieści się oficjalnie Polski Cmentarz Wojenny w Katyniu. W Lesie Katyńskim prowadzone były ekshumacje i prace archeologiczne. W czasie ekshumacji przeprowadzonej w 1943 przez Niemców, odnaleziono przy nim Krzyż i legit. Virtuti Militari, wizytówkę, listy oraz pocztówki, a zwłoki oznaczono numerem 1484. Figuruje na liście wywózkowej 022/3 z 9 kwietnia 1940.
Jego żoną była Józefa, z domu Preibisz, z którą miał dwie córki: Zofię i Irenę.

## Publikacje
- Spontane Uterusruptur während der Schwangerschaft (1917)
- Badania bakteriologiczne pochwy w porodzie i w połogu, z uwzględnieniem paciorkowców, gronkowców, prątków okrężnicy i laseczek pochwowych (1927)
- Profilaktyczne sprowadzenie nóżki w przypadkach położeń pośladkowych (1930)
- Gorączka połogowa (1933)
- Stosunek wyrostka robaczkowego do narządów rodnych kobiety (1934)

## Upamiętnienie
5 października 2007 minister obrony narodowej Aleksander Szczygło mianował go pośmiertnie na stopień podpułkownika. Awans został ogłoszony 9 listopada 2007 w Warszawie, w trakcie uroczystości „Katyń Pamiętamy – Uczcijmy Pamięć Bohaterów”.
W ramach akcji „Katyń... pamiętamy” / „Katyń... Ocalić od zapomnienia” w Radomiu został zasadzony Dąb Pamięci upamiętniający Jana Bajońskiego.
Jest jednym z 305 lekarzy pochowanych na Polskim Cmentarzu Wojennym w Katyniu i upamiętnia go tabliczka epitafijna nr 77. 

## Ordery i odznaczenia
- Krzyż Srebrny Orderu Wojskowego Virtuti Militari nr 5348[6]
- Krzyż Walecznych (1921)[22]